# Lord Byron - a Symphonic Portrait
Lord Byron; een symfonisch portret is een compositie van de Britse componist Richard Arnell voor orkest geschreven. Arnell begon aan het werk op 8 juni en voltooide het werk op 6 november 1951 (116 bladzijden). Het is geschreven in opdracht van Thomas Beecham voor het Royal Philharmonic Orchestra. Deze combinatie verzorgde ook de première op 19 november 1952 in de Royal Albert Hall; daarna werd het nog uitgevoerd in Londen door het BBC Symphony Orchestra.
Arnell heeft aan de hand van een aantal teksten en belevenissen van Lord Byron dat portret samengesteld en kwam met een achtdelig werk:
1. Prelude
2. Newstead (gewijd aan de vervallen abdij in Northamptonshire waar Byron woonde)
3. Augusta (zijn halfzus en minnares)
4. Succes en afkeuring (het verhaal over/van zijn leven)
5. Reis
6. Serenade (liefdesgeschiedenis met Teresa, gravin Guicioli)
7. Slagveld (Byron bevond zich tijdens de Griekse onafhankelijkheid oorlog van 1824 aldaar)
8. Epiloog

## Orkestratie
- 2 dwarsfluiten, 2 hobo’s 2 klarinetten, 1 basklarinet, 2 fagotten, 1 contrafagot
- 4 F-hoorns, 3 trompetten, 3 trombones, 1 tuba
- 1 stel pauken, 2 man / vrouw percussie; celesta,
- eerste violen, tweede violen, altviolen, celli, contrabassen.

## Bron en discografie
- Uitgave Dutton Epoch; Royal Scottish National Orchestra o.l.v. Martin Yates